# Mission secrète
Pour plus de détails, voir Fiche technique et Distribution.
Mission secrète est un film français de moyen métrage écrit et réalisé par Jean-Louis Bouquet, sorti en 1933.

## Synopsis
Robert, l'amant de Choupette, supporte mal que celle qu'il aime soit aussi la maitresse d'un homme marié, Monsieur Dupont. Pour se venger de son rival, Robert invente un complot d'espionnage autour de Dupont, qui tombe dans le panneau et se voit désormais entouré d'espions.

## Fiche technique
- Réalisation : Jean-Louis Bouquet
- Scénario : Jean-Louis Bouquet
- Photographie : Julien Ringel
- Son : Jacques Dubuis
- Musique : Paul Devred
- Production : Jacques Davran
- Société de production : Les Productions réunies
- Pays d'origine :  France
- Format : Noir et blanc - 35 mm - 1,37:1
- Genre : Comédie
- Durée : 40 minutes
- Date de sortie : 1933

## Distribution
- Mauricet : Robert
- Barencey : Monsieur Dupont
- Solange Darlène : Choupette
- Pauline Carton : Madame Dupont
- René Lord : Potier
- Yvonne Claudie : Justine